# Richtlinie 2001/20/EG über die Anwendung der guten klinischen Praxis
Die Richtlinie 2001/20/EG zur Angleichung der Rechts- und Verwaltungsvorschriften der Mitgliedstaaten über die Anwendung der guten klinischen Praxis bei der Durchführung von klinischen Prüfungen mit Humanarzneimitteln ist eine Richtlinie des Europäischen Parlaments und des Rates vom 4. April 2001. Sie war in Kraft bis zum 27. Mai 2016 und wurde durch die Verordnung (EU) Nr. 536/2014 des Europäischen Parlaments und des Rates vom 16. April 2014 über klinische Prüfungen mit Humanarzneimitteln und zur Aufhebung der Richtlinie 2001/20/EG mit Wirkung zum 31. Januar 2022 aufgehoben. Da es sich hierbei um eine Richtlinie handelt, war die Umsetzung in nationales Recht durch die Mitgliedstaaten der Europäischen Union erforderlich. Diese Umsetzung erfolgte in Deutschland durch die GCP-Verordnung (GCP-V).
Sie enthält, insbesondere im Hinblick auf die Anwendung der guten klinischen Praxis (GCP), spezifische Vorschriften für die Durchführung von klinischen Prüfungen, einschließlich multizentrischer klinischer Prüfungen, die an Menschen mit Arzneimitteln vorgenommen werden. Nicht-interventionelle Prüfungen fallen nicht unter diese Richtlinie.
Sie ist in folgende 24 Artikel untergliedert:
- Geltungsbereich
- Begriffsbestimmungen
- Schutz von Prüfungsteilnehmern
- Minderjährige als Prüfungsteilnehmer
- Nichteinwilligungsfähige Erwachsene als Prüfungsteilnehmer
- Ethik-Kommission
- Einzige Stellungnahme
- Ausführliche Anleitungen
- Beginn einer klinischen Prüfung
- Durchführung einer klinischen Prüfung
- Informationsaustausch
- Aussetzung der Prüfung bzw. Verstöße
- Herstellung und Einfuhr von Präparaten
- Etikettierung
- Überprüfung der Übereinstimmung mit der guten klinischen Praxis (GCP, Good Clinical Practice) und der guten Herstellungspraxis (GMP, Good Manufactural Practice)
- Berichte über unerwünschte Ereignisse (AE, Adverse Events)
- Berichte über schwerwiegende unerwünschte Ereignisse (SUE)
- Anleitungen für Berichte
- Allgemeine Bestimmungen
- Anpassung an den wissenschaftlichen und technischen Fortschritt
- Ausschuss
- Beginn der Anwendung
- Inkrafttreten
- Adressaten